# Italiensk-amerikaner
Italiensk-amerikan benämns en person i USA som är född i Italien eller härstammar ifrån Italien.
I dagens USA bor det cirka 20 miljoner ättlingar till italienare, de flesta immigranter från Syditalien.

## Några kända italiensk-amerikaner
- Robert De Niro
- Rudy Giuliani
- Lady Gaga
- Ariana Grande
- Madonna
- Dean Martin
- Al Pacino
- Martin Scorsese
- Frank Sinatra